# Luís Acevedo Torres
Luís Acevedo Torres (Bogotá, 26 de diciembre de 1890-ibidem, 30 de julio de 1951) Fue un militar colombiano. General del Ejército Nacional de Colombia.

## Biografía
Hijo del militar Luís Acevedo y Tránsito Torres. Estudio en Bucaramanga. Curso estudios de Literatura y Derecho en la Universidad Nacional de Colombia.
Contribuyó a la colonización militar en el Amazonas colombiano. Participó en la guerra colombo-peruana como Comandante de las flotillas fluvial y aérea.Sirvió como artillero del avión piloteado por el Mayor Herbert Boy. Fue ascendido a General de la República en 1934. Se retiró del servicio activo en 1939.

## Reconocimientos
Recibió la Orden de Boyacá y la Medalla Antonio Nariño en Colombia, la Orden militar el Sol del Perú, el Busto del Libertador de Venezuela y la Condecoración al Meritó de Chile.

## Homenajes
El curso general Luis Acevedo Torres de la Escuela Militar de Cadetes. 
El Batallón de infantería selva No 50 Gr Luis Acevedo Torres.